# Hostus Lucretius Tricipitinus
Der römische Politiker Hostus Lucretius Tricipitinus bekleidete 429 v. Chr. das Amt des Konsuls in der frühen römischen Republik.
Hostus Lucretius Tricipitinus gehörte zur gens der Lucretier – genauer zum patrizischen Zweig der Lucretii Tricipitini. Er war der Vater des Publius Lucretius Tricipitinus, der 419 und 417 v. Chr. Militärtribun mit konsularischer Gewalt war.
Hostus Lucretius Tricipitinus wurde 429 v. Chr. zusammen mit Lucius Sergius Fidenas für ein Jahr zum Konsul der römischen Republik gewählt. Lucius Sergius Fidenas füllte dieses Amt bereits zum zweiten Mal aus. Wahrscheinlich wurde während der Amtszeit der beiden Konsuln das Territorium Roms von einer schweren Dürre betroffen und war überdies Einfällen von Veji ausgesetzt. Eine speziell eingerichtete Kommission unter Lucius Sergius Fidenas, Quintus Servilius und Mamercus Aemilius wurde nach Fidenae abbeordert, um dort die Komplizenschaft einiger seiner Einwohner mit den Etruskern zu untersuchen. Darüber hinaus konnte die Kommission auch die Organisation der Angriffe von Fidenae aus nachweisen. Zur Bestrafung wurde ein Teil der Bevölkerung Fidenaes daher im Jahr 428 v. Chr. nach Ostia Antica umgesiedelt.